# Saga de Egil Skallagrimsson
A saga islandesa medieval Egils saga Skalla-Grímssonar (literalmente em português: Saga de Egil Skallagrímson) é a história da vida de Egil Skallagrimsson e da sua família (séc. IX-X). 

Foi escrita na Islândia durante o século XIII, possivelmente por Snorri Sturluson.

Está incluída no Möðruvallabók, um manuscrito medieval islandês do século XIV, conservado no Instituto Árni Magnússon de Estudos Islandeses, em Reiquiavique.